# Нирман, Гриша
Гриша Нирман (нем. Grischa Niermann; род. 3 ноября 1975 в  Ганновере, земля Нижняя Саксония, Федеративная Республика Германия) — немецкий профессиональный шоссейный велогонщик. В 2013-2016 спортивный директор команды Rabobank Development. С 2017 - спортивный директор команды мирового тура «Lotto NL-Jumbo».

## Достижения
1998
1-й - Тур Гессена - Генеральная классификация
1-й - Этап 5
2-й - Вольта Алгарви - Генеральная классификация
1-й - Этап 4
1999
1-й - Регио–Тур - Генеральная классификация
1-й - Этап 2
2001
1-й - Niedersachsen-Rundfahrt - Генеральная классификация
2002
4-й - Вуэльта Мурсии - Генеральная классификация
8-й - Тур Средиземноморья - Генеральная классификация
2005
6-й - Niedersachsen-Rundfahrt - Генеральная классификация
6-й - Тур Дании - Генеральная классификация
2006
6-й - Эйндховенская командная гонка с раздельным стартом
2008
1-й - Этап 4 Регио–Тур

## Статистика выступлений

### Гранд-туры
| Гонка           | 1999 | 2000 | 2001 | 2002 | 2003 | 2004 | 2005 | 2006 | 2007 | 2008 | 2009 | 2010 | 2011 | 2012 |
| --------------- | ---- | ---- | ---- | ---- | ---- | ---- | ---- | ---- | ---- | ---- | ---- | ---- | ---- | ---- |
| Джиро д'Италия  | —    | —    | —    | 22   | —    | —    | 51   | 55   | —    | —    | —    | —    | —    | 55   |
| Тур де Франс    | —    | 24   | НФ   | 51   | 28   | 65   | —    | —    | 85   | —    | 52   | 54   | 69   | —    |
| Вуэльта Испании | 33   | —    | —    | —    | —    | —    | —    | 72   | —    | 30   | —    | 71   | —    | 103  |

| —  | Не участвовал  |
| НФ | Не финишировал |